# 옹켈 톰스 휘테역
옹켈 톰스 휘테역(U-Bahnhof Onkel Toms Hütte)은 베를린 슈테글리츠첼렌도르프구 첼렌도르프에 있는 U3의 역이다. 1929년 12월 22일 틸플라츠-크루메 랑케 연장 구간 개통과 함께 영업을 시작했다.

## 역사
1920년대 중반의 U3 노선 영업은 적자를 기록하고 있어서, 브라이텐바흐플라츠역 서쪽으로는 단량 열차만 운행하고 있었다. 베를린시는 상황을 개선하기 위하여 노선을 인수하여 직영하기로 계획했다. 비슷한 시기 아돌프 좀머펠트(Adolf Sommerfeld)는 노선 연선 일대 개발 계획을 가지고 있었고, 도시 철도 노선을 위하여 부지와 건설 비용 지원 의사를 밝혔다. 그 결과 시에서는 돈을 크게 들이지 않고 노선을 건설할 수 있었다. 이 과정에서 옹켈 톰스 휘테역이 중간역으로 설치되었다.
역사는 알프레드 그레난데르가 설계했으며, 오토 루돌프 살비스베리(Otto Rudolf Salvisberg)가 설계하여 1931년부터 1932년까지 건설된 상가 건물이 부속되어 있다. 건설 당시 상가가 부속되어 있는 지하철역은 새로운 개념이었다. 또한 이 상가는 인근 택지의 물자 공급을 담당할 예정이었고, 실제로 택지 지구의 중심가가 되었다. 1980년대에 상가 영업이 위기를 맞았고, 현재는 부동산 회사 Ansorge Immobilien에서 상가를 관리한다. 2000년에는 페터스 운트 보르무트(Peters und Wormuth)의 설계로 역 개보수공사가 진행되었다.
이 역의 이름은 1885년에 건설되어 1978년에 철거된 주점 Wirtshaus Riemeister에서 기원한다. 그루네발트숲 남부의 이 역 일대에 주점을 건설한 사람은 토마스(Thomas)라고 알려져 있으며, 비를 피할 수 있는 여러 작은 집이 건설된 비어 가든을 건설했다. 비어 가든의 각각 집은 톰의 오두막(Toms Hütten)이라고 불렸다. 톰 아저씨의 오두막 소설과 제목이 상당히 흡사했기 때문에 톰 아저씨의 오두막(독일어: Onkel Toms Hütte)이라는 지명이 정착했다. 상가에 있었던 영화관 역시 톰 아저씨의 영화관(Onkel Tom Kino)으로 불렸으며, 역이 위치한 곳의 도로도 옹켈톰슈트라세(Onkel-Tom-Straße)로 불렸다.
2014년 6월 엘리베이터 운영이 시작되었고, 대합실 원형을 보존하면서 남부 대합실에 설치되었다. 설치 비용은 약 140만 유로이다.
2020년 11월 15일 간이음식점에서 화재가 발생하여 역 천장으로 옮겨붙었다.
농구 선수 모세스 푈킹(Moses Pölking)은 톰 아저씨(Onkel Tom)라는 말이 흑인을 가리키는 비속어라는 이유로 역명 개칭을 주장했지만 지역 주민과 관청에서 반대했다.

## 매체에서의 등장
- 2017년 아마존 프라임 비디오 시리즈 《You Are Wanted》에 등장한다.

## 인접 철도역
베를린 버스 118번과 환승할 수 있다.
| 베를린 지하철 3호선 | 베를린 지하철 3호선 | 베를린 지하철 3호선                         |
| ------------------- | ------------------- | ------------------------------------------- |
| 크루메 랑케 방면    | U3                  | 오스카어헬레네하임 바르샤우어 슈트라세 방면 |

## 참고 문헌
- Brigitte Hausmann (Hrsg.): Neu, groß, grün. 100 Jahre Architekturmoderne im Berliner Südwesten. Groß-Berlin und die Folgen für Steglitz und Zehlendorf. Gebrüder Mann, Berlin 2020, ISBN 978-3-7861-2844-1, S. 70–75.